# Typhula subsclerotioides
Typhula subsclerotioides är en svampart som beskrevs av S. Imai 1930. Typhula subsclerotioides ingår i släktet Typhula och familjen trådklubbor.   Inga underarter finns listade i Catalogue of Life.